# Natalija Mažeikienė
Natalija Mažeikienė (ur. 14 stycznia 1970 w Kazachstanie) – litewska filozofka, znawca zagadnień pracy socjalnej, profesor.

## Życiorys
Urodziła się w rodzinie pochodzenia niemieckiego, którą deportowano do Kazachstanu. W latach 1987–1992 studiowała filozofię na Uniwersytecie Petersburskim. Studia te ukończyła z wyróżnieniem. Doktoryzowała się w 2001 na Uniwersytecie Szawelskim (rozprawa Mobilność kulturowa narzędzi socjalizacyjnych i edukacyjnych: wymiar makiawelizmu i autorytaryzmu). Od 1992 do 2008 pracowała na Uniwersytecie Szawelskim, łącząc funkcję wykładowcy na Wydziale Filozofii z pracą badawczą w Centrum Badań Społecznych i Centrum Studiów Kobiecych.
W latach 2002–2005 pracowała jako asystent rektora Uniwersytetu Szawelskiego przy koordynacji projektów międzynarodowych, w tym prac związanych z funduszami strukturalnymi. Od 2005 do 2008 była dyrektorem Działu Zarządzania Projektami Prorektora ds. Stosunków Międzynarodowych i Rozwoju tej uczelni. Od 2008 jest profesorem Wydziału Pracy Socjalnej na Wydziale Nauk Społecznych Uniwersytetu Witolda Wielkiego w Kownie.
Ogłosiła ponad czterdzieści publikacji, w tym dwa opracowania naukowe i kilka materiałów dydaktycznych. W swoich pracach podejmuje zagadnienia pracy socjalnej z perspektywy socjologicznej, filozoficznej, pedagogicznej i nauk politycznych. Prowadzi badania z zakresu gender oraz feminizmu. Jest redaktorką czasopisma Socialinis Darbas: Patirtis ir Metodai (Praca Socjalna: Doświadczenia i Metody).